# Jón Jósep Snæbjörnsson
Jón Jósep Snæbjörnsson (Akureyri, 1 de Junho de 1977) é uma cantor islandês que representará a Islândia no Festival Eurovisão da Canção 2012 em Baku, Azerbaijão em dueto com a cantora Gréta Salóme Stefánsdóttir.

## Biografia
Tendo em vista uma carreira no mundo da música, em 1997 mudou-se para Reiquejavique, onde rapidamente se tornou conhecido através de concursos de karaoke. No início de 1998, depois de uma noite particularmente gloriosa, Jónsi acabou por ser convidado a integrar a formação Í Svörtum Fötum, que procurava um vocalista.
A apresentação oficial da banda ocorreu em janeiro de 1999, altura em que editaram o seu primeiro single "Nakinn", muito bem aceite pela crítica especializada. Apesar deste início promissor, foram necessários dois anos para que obtivessem reconhecimento nacional. De facto, só na primavera de 2001, dois anos após a edição do single, é que o público recompensou o grupo, fazendo com que o trabalho discográfico de estreia chegasse ao segundo lugar do top de vendas da Islândia.
A este primeiro sucesso seguiu-se a edição do seu primeiro trabalho de longa duração – "Nakinn" – uma edição de autor, que suscitou críticas muito positivas na empresa especializada e uma boa aceitação pelo público. Este sucesso não passou despercebido das editoras locais, levando  a que surgisse um contrato com a Skifan Records, em setembro de 2001. Após a assinatura do contrato, a banda começou de imediato a gravação do segundo CD – "Í Svörtum Fötum" –, por entre atuações ao vivo, participações em programas de televisão e atuações em festivais de verão.
Em 2002 organizaram a sua primeira tournée, que os levou a atuar em diversas partes da Islândia e também na Dinamarca, Noruega e Suécia. Entre as suas atuações, compuseram novos temas, que vieram a integrar o seu terceiro trabalho discográfico – Tengsl. Devido ao sucesso deste novo CD e devido às diversas atuações que fez ao longo de 2002, Jónsi foi nomeado Vocalista do Ano nos Icelandic Music Awards 2003. Na noite de atribuição dos prémios, a sua poderosa atuação arrancou fortes aplausos do público, apesar de não lhe ter sido atribuído o galardão para que estava nomeado.
O ano de 2003 é um ponto de viragem na carreira de Jónsi, que começa a participar em projetos individuais. Foi durante este ano que iniciou a sua carreira de ator, participando na versão islandesa do musical Grease, onde interpretou o papel principal (Danny Zuko, popularizado no cinema por John Travolta), ao lado de Birgitta (que representou a Islândia no ESC 2003, com o tema Open Your Heart). O musical manteve-se em cena durante um ano, tendo sido o espetáculo de entretenimento de maior sucesso organizado no país até aos dias de hoje.
Em 2004, Jónsi participou pela primeira vez no ESC, representando o seu país com o tema "Heaven", uma balada ponderosa e muito bem interpretada. Apesar da sua atuação e das expectativas em redor da sua participação, o resultado final ficou bastante aquém do esperado, não indo além do 19º lugar na tabela final. Jónsi também interpretou o tema de abertura da série "LazyTown". Mais tarde, ele cantaria o tema ao vivo no festival "Latabæjarhtáíð í Höllini", em 2010.
Apesar deste desaire, a sua popularidade na Islândia não diminuiu, nem diminuíram as propostas de trabalho e colaborações musicais. Em 2005 participou no polémico filme Strákarnir Okkar, consolidando a sua carreira dramática. O filme, com uma vertente homossexual, foi um enorme sucesso no país, estando programando um remake americano para um futuro próximo. 
Ao longo dos anos seguintes, Jónsi participou em diversos projetos musicais, tentando novamente tentado representar a Islândia no ESC em 2007, com a canção "Segðu Mér". Foram precisos mais quatro anos para que essa possibilidade ocorresse novamente, o que acontece este ano, ao lado de Gréta Salóme, com "Never Forget".